# Age of Empires (serie)
Age of Empires (conocida también por las siglas AoE) es una serie de videojuegos que, en su mayoría, pertenecen al género videojuego de estrategia en tiempo real, y hay otros juegos que pertenecen a otros géneros. La mayoría de los juegos son para la plataforma PC, y otros juegos son de otras plataformas. La saga fue desarrollada en un principio por Ensemble Studios, y más tarde por Skybox Labs, Forgotten Empires, Tantalus Media, Wicked Witch, World's Edge, etc. Casi toda la saga ha sido publicada principalmente por Xbox Game Studios, y en unas pocas entregas por otras compañías. El primer título, Age of Empires, apareció en 1997; desde entonces, en la saga canónica se han lanzado otros siete títulos, y once expansiones (entre todas las entregas canónicas). Todos ellos cuentan con dos modos principales de juego de un jugador (escaramuza y campañas). Tratan sobre eventos históricos diferentes. Y también tienen modo multijugador, actualmente con muchos modos y opciones.
Los dos primeros títulos, Age of Empires y su expansión Age of Empires: The Rise of Rome, y luego más tarde en su versión definitiva, Age of Empires: Definitive Edition, se centran en algunos eventos ocurridos en Europa, Asia y África desde la Edad de Piedra hasta la Edad del Hierro, y en su expansión y en el definitive edition exploras la formación y expansión del Imperio romano. Mientras que el siguiente de la serie, Age of Empires II: The Age of Kings y su expansión Age of Empires II: The Conquerors, luego su versión remasterizada, Age of Empires II: HD Edition y sus expansiones Age of Empires II: The Forgotten, Age of Empires II: The African Kingdoms y Age of Empires II: Rise of the Rajas, y luego en su versión definitiva, Age of Empires II: Definitive Edition (junto con su expansión The Last Khans) y sus expansiones Age of Empires II: Definitive Edition - Lords of the West y Age of Empires II: Definitive Edition - Dawn of the Dukes, se centran primero en algunas historias que va de la Edad Media hasta el Renacimiento, y entre todas sus expansiones veremos en lo más destacado la historia de la conquista de América, las historias de algunos imperios "olvidados", las historias de algunos reinos africanos, algunas historias del Sudeste Asiático, las historias de los últimos Kanes, las historias a través del Mediterráneo y por los señores de la Europa Occidental o del oeste, las historias a través de la Europa Central y de la Europa Oriental o del este, etc, todo esto desde la Edad Media hasta el Renacimiento. El siguiente de la serie, Age of Empires III y sus expansiones Age of Empires III: The WarChiefs y Age of Empires III: The Asian Dynasties, y luego en su versión definitiva, Age of Empires III: Definitive Edition y su expansión Age of Empires III: DE - The African Royals, se centran en el Renacimiento hasta la Era Industrial viendo la colonización europea de América, y entre todas sus expansiones veremos primero la Revolución Americana y algunos hechos de la Guerra de Nube Roja, luego algunas historias de varias naciones de Asia en aquellas épocas como la hipótesis de 1421 y la Revuelta de 1857, algunas Batallas históricas que involucran a los incas y en otras a los suecos, algunas Batallas históricas en donde exploras el corazón de África con las historias de los etíopes y los hausas, la Batalla histórica GRITO DE DOLORES (1810) con los mexicanos, etc. El siguiente de la serie, Age of Empires IV, se centra una vez más en los periodos históricos desde la Edad Media hasta el Renacimiento, y veremos en Europa y Asia algunas historias conocidas como Juana de Arco en la campaña LA GUERRA DE LOS CIEN AÑOS, y otras historias como en la campaña LOS NORMANDOS, etc. Un juego spin-off muy popular, Age of Mythology y su expansión Age of Mythology: The Titans, y mas tarde su versión remasterizada, Age of Mythology: Extended Edition y su expansión Age of Mythology EX: Tale of the Dragon, se centran en el período original del primer Age of Empires en donde están basados las mitologías griega, nórdica y egipcia a través de unas campañas ficticias que relata la historia de Arkantos por detener a Gargarensis y luego sigue las aventuras de Brokk y Eitri, luego con sus dos expansiones veremos la mitología atlante con una campaña que relata la historia de Cástor por detener a Crono y luego la mitología china con otra campaña que relata como el yin y el yang en China se rompen y el general Jiao-Long debe restaurarla. Y Age of Empires Online toma un acercamiento diferente siendo un videojuego multijugador masivo en línea y gratuito basado en la plataforma Games for Windows Live.
La serie Age of Empires ha sido un éxito comercial, vendiendo más de 30 millones de copias. Además, la popularidad y la calidad de los juegos de Ensemble Studios ha contado con una gran reputación en el género y colaboró con Big Huge Games en el desarrollo de Age of Empires III: The Asian Dynasties en el 2007 pero luego en el 2009 Ensemble Studios quebró. Luego unos desarrolladores no oficiales (los actuales Forgotten Empires) en el 2012 desarrollaron un mod que se trata de la expansión no oficial The Forgotten Empires para Age of Empires II: The Age of Kings y tuvo una gran acogida por la comunidad y atrayendo a nuevos jugadores. Microsoft contrataron a los desarrolladores Forgotten Empires y los hicieron oficiales y con Skybox Labs y otros desarrolladores la saga empezó poco a poco a resurgir. Actualmente la serie Age of Empires lo desarrollan Forgotten Empires, Tantalus Media, Wicked Witch y publicado por Xbox Game Studios. Las críticas alabaron Age of Empires respecto a su enfoque histórico y jugabilidad; la inteligencia artificial en los juegos lucha sin ventajas o "trampas", lo que no sucede en otros juegos de estrategia.
Páginas oficiales de la saga AoE: https://www.forgottenempires.net/ y https://www.ageofempires.com/.

## Elementos comunes en los juegos

Ejemplo de un minimapa que aparece en la partida de varios juegos como Age of Empires y Age of Empires II: The Age of Kings.

Los juegos de la saga Age of Empires pertenecen al género de estrategia en tiempo real, con la excepción del título Age of Empires: The Age of Kings y Age of Empires: Mythologies ambos para Nintendo DS, los dos son de estrategia por turnos. Asimismo, permiten dos modos de juego: ya sea en un mapa aleatorio o campaña. En el primero, descrito por el diseñador Greg Street como una "firma" de la serie, el jugador selecciona una civilización para jugar en un mapa creado al azar. Existe una variación en los mapas aleatorios denominada "combate total", donde los jugadores comienzan con una gran cantidad de recursos y luchan hasta que solo uno de ellos sobreviva. En cambio, una campaña, es una serie de misiones interconectadas con una trama en específico.
Varios juegos tienen partidas multijugador, a través de una conexión LAN o módem. Incluso, Age of Empires II: The Age of Kings, junto a su expansión, incorporaba la posibilidad de jugar partidas multijugador en línea en Microsoft Gaming Zone (Zone), hasta la suspensión del servicio el 19 de junio de 2006. De manera similar, Ensemble Studios Online ofrecía partidas en línea para Age of Mythology junto a su expansión Age of Mythology: The Tirans y para Age of Empires III junto a sus expansiones Age of Empires III: The WarChiefs y Age of Empires III: The Asian Dynasties, de forma parecida al Microsoft Zone y al Battle.net de Blizzard Entertainment. Actualmente desde el Age of Empires II: HD Edition hasta el Age of Empires III: Definitive Edition, y también el Age of Mythology: Extended Edition y el Age of Empires IV, tienen servidores en línea a través de Steam y Microsoft Store gracias a SkyBox Labs, Forgotten Empires, Tantalus Media, Wicked Witch y Xbox Game Studios.
Las misiones históricas conllevan un análisis histórico, sin enfocarse en el desarrollo de los eventos reales. Por ejemplo, la Alemania presentada en la edad premoderna del Age of Empires III se caracterizó por ser una sociedad protestante, sin embargo el diseño de las capillas alemanas era similar al de las iglesias católicas. Sin embargo, en Age of Empires III: The WarChiefs el desarrollo y diseño era meticuloso con respecto a las tribus nativas americanas, debido a la asistencia recibida por historiadores experimentados. También en las remasterizaciones y sus expansiones de la saga se ha cuidado mucho el enfoque histórico para que coincida con los eventos del pasado de la vida real. Es destacable mencionar que la saga Age of Empires contiene figuras y unidades históricas que son relativamente bien conocidas, incluyéndose por lo general a varias unidades de otras civilizaciones (a veces exóticas), y también contiene estilos arquitectónicos y edificios únicos (como las maravillas) de las civilizaciones, todo esto para hacer que la interactividad de cada juego resulte aún más interesante y "realista".
El Age of Empires IV trae muchos elementos y mecánicas del Age of Empires II: Definitive Edition y algunas del Age of Empires III: Definitive Edition, pero con novedades, mecánicas nuevas y gráficos 4k completamente nuevos que lo hace un juego ideal para una nueva era de los videojuegos RTS en estos tiempos.

## Juegos
Cada uno de los títulos se centran en eventos cronológicos de la historia de ciertas épocas. De esta forma, Age of Empires y su remasterización definitiva Age of Empires: Definitive Edition, siguen los eventos de la Edad de Piedra hasta la Edad del Hierro (principalmente, centrándose en la época de apogeo, es decir, de máximo esplendor, de civilizaciones como la griega, la india, la mesopotámica o la china, entre otras), desarrollando su interactividad en Europa, Asia y África, y su expansión, Age of Empires: The Rise of Rome, y Age of Empires: Definitive Edition, continúan con la formación y expansión del Imperio romano. El Age of Empires II: The Age of Kings, su derivado para Nintendo DS Age of Empires: The Age of Kings, y sus remasterizaciones Age of Empires II: HD Edition y Age of Empires II: Definitive Edition, siguen a Europa y Asia durante su desarrollo en la Edad Media hasta el Renacimiento, en el Age of Empires II: Definitive Edition, las expansiones del juego original y de sus remasterizaciones: Age of Empires II: The Conquerors, Age of Empires II: The Forgotten, Age of Empires II: The African Kingdoms, Age of Empires II: Rise of the Rajas, The Last Khans (incluido en el Age of Empires II: Definitive Edition), Age of Empires II: Definitive Edition - Lords of the West y Age of Empires II: Definitive Edition - Dawn of the Dukes, se repiten el mismo periodo histórico pero con diferentes historias y también se incluyen escenarios de continentes que faltaban como la conquista de México (como Tenochtitlan, la capital azteca), la expansión territorial de los mayas y los aztecas (también llamados mexicas) por toda Mesoamérica, los imperios de África desde la Edad Media, entre otros, más historias como la unificación de la India, las historias de algunas civilizaciones del Sudeste Asiático, las historias de los últimos Kanes, etc. El Age of Empires III y su primera expansión Age of Empires III: The WarChiefs, tienen lugar durante la colonización de América por parte de Europa, la innovación científica, académica, social y cultural de la Revolución industrial y los principios de la Época Contemporánea; su segunda expansión Age of Empires III: The Asian Dynasties, sigue el crecimiento de la India, China y Japón durante el mismo periodo histórico. La remasterización definitiva Age of Empires III: Definitive Edition, añade las civilizaciones incas, Suecia, EE. UU. y México (estas dos últimas con DLCs), nuevas campañas, y mucho más contenido. La tercera expansión en total y la primera expansión de pago del Age of Empires III: Definitive Edition se titula Age of Empires III: DE - The African Royals, que en el mismo periodo histórico sigue las historias de las nuevas civilizaciones que son los etíopes y los hausas. El Age of Empires IV, tiene lugar en la Edad Media hasta el Renacimiento, y se verán historias de los normandos, el Imperio mongol, etc. Luego, el spin-off Age of Mythology (un juego desarrollado por los creadores de Age of Empires) y su expansión Age of Mythology: The Titans, y luego su versión remasterizada Age of Mythology: Extended Edition y su expansión Age of Mythology EX: Tale of the Dragon, se sitúan en el periodo clásico, pero con un enfoque mitológico, con la aparición de dioses (Zeus, Hades, Poseidón, etc) de distintas civilizaciones, 5 civilizaciones cada una con su propia mitología, bestias mitológicas (cíclopes, minotauros, hidras, etc), poderes divinos (terremotos, tornados, lluvia con relámpagos, etc), lugares de la mitología e inventadas, héroes de la mitología e inventados (Aquiles, Áyax, Teseo, etc) y campañas de personajes inventados pero a la vez en el universo de la mitología. Hay otros juegos spin-off, uno de ellos el Age of Empires Online, un videojuego multijugador masivo en línea y gratuito basado en la plataforma Games for Windows Live. Luego esta el Age of Empires: The Age of Kings, que se sitúa desde la Edad Media hasta el Renacimiento pero esta vez el juego es por turnos. Finalmente, el Age of Empires: Mythologies, que igual es por turnos pero enfocado en la mitología en el periodo clásico.

### Serie principal

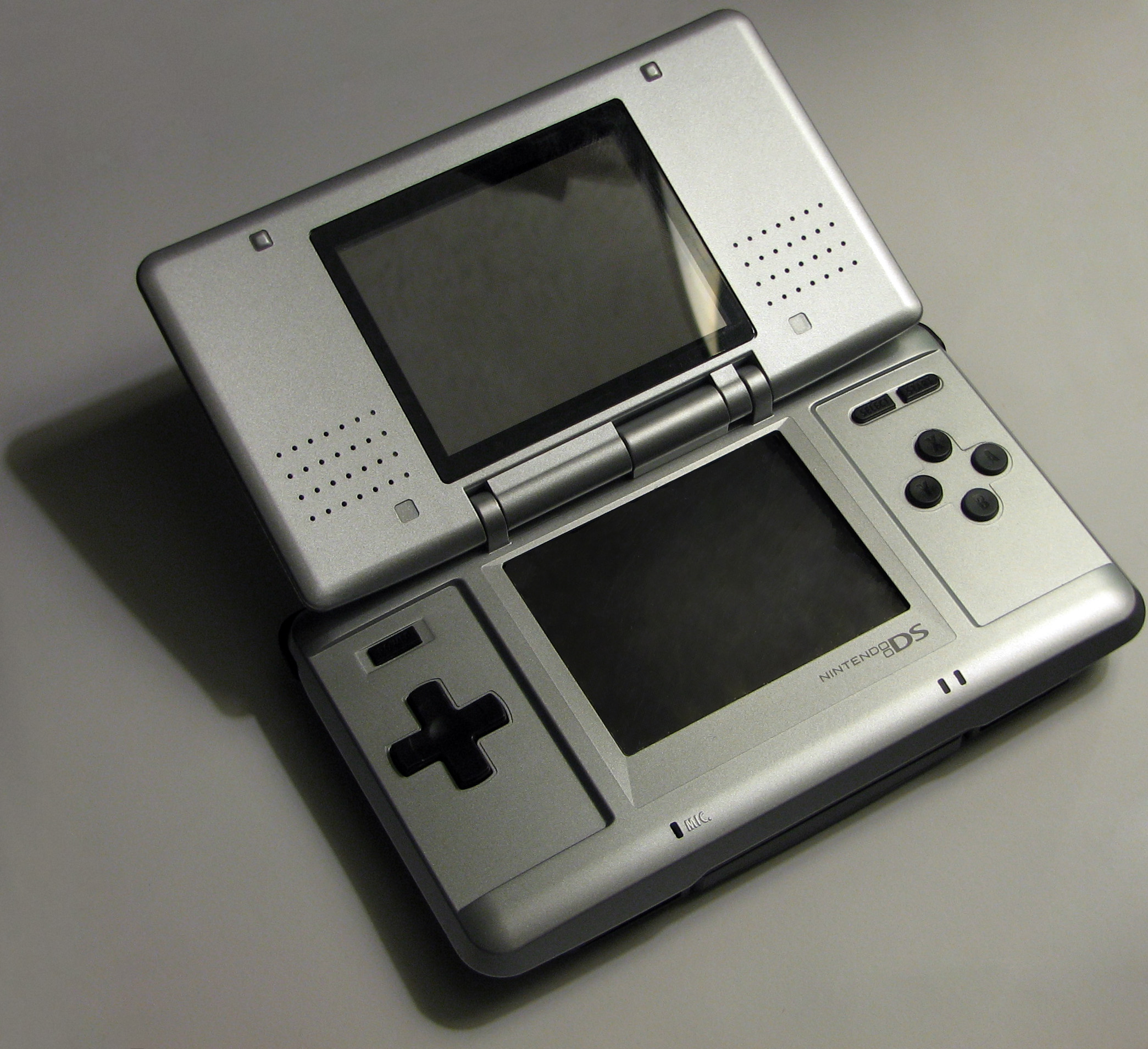
Consola Nintendo DS, plataforma para la que se diseñó los juegos Age of Empires: The Age of Kings y Age of Empires: Mythologies.

#### Age of Empires y Age of Empires: Definitive Edition
El 26 de octubre de 1996 se distribuyó Age of Empires, siendo el primer juego lanzado de la serie, así como el primer juego de Ensemble Studios. Fue uno de los dos primeros juegos de estrategia en tiempo real basado en hechos históricos, haciendo uso del motor gráfico Genie Engine; GameSpot describió que el juego es una mezcla de Civilization y Warcraft, argumentando que en ocasiones el diseño resulta confuso para el usuario. El juego le da la opción al jugador de escoger entre 12 civilizaciones distintas cuyo desarrollo abarca desde la Edad de Piedra hasta la Edad del Hierro. La expansión del juego, Age of Empires: The Rise of Rome, lanzado por Microsoft el 31 de octubre de 1998, introduce nuevos recursos, 4 nuevas civilizaciones como la incorporación del Imperio romano, 4 nuevas campañas, etc. Aunque los dos juegos tuvieron muchos errores de software, los parches correspondientes lograron resolver muchos de los problemas presentados. Computer and Video Games elogió el juego tanto en sus opciones de un solo jugador como para varios. A su vez, en 1998 la Academia de Artes y Ciencias Interactivas lo nombró como "el mejor juego de estrategia para computadora del año". Durante varios años, el juego permaneció en el tope del ranking de ventas, con más de tres millones de unidades vendidas hasta el año 2000. Aun cuando la expansión Age of Empires: The Rise of Rome no consiguió ser tan popular tras su lanzamiento, logró vender un millón de unidades en el 2000 logrando también una calificación de 80% en el ranking de juegos. La versión remasterizada definitiva Age of Empires: Definitive Edition fue anunciada por primera vez el 12 de junio de 2017 y se lanzaría en el 19 de octubre de 2017 como un título exclusivo de la Microsoft Store, pero se retrasó hasta el 20 de febrero de 2018, y luego se lanzó finalmente para Steam el 19 de agosto de 2019. Age of Empires: Definitive Edition incluye todo el contenido del Age of Empires original (incluyendo la campaña El Reinado de los Hititas de la demo) y de su expansión Age of Empires: The Rise of Rome (también incluyendo la campaña La Primera Guerra Púnica de la demo), además de todo esto también incluye un montón de novedades como, gráficos en HD 4K con animaciones renovadas, Steam Cloud, logros, cromos en Steam, modo espectador, todas las campañas reelaboradas, el nuevo modo clásico: la experiencia original de 1997, niveles de zum, banda sonora remasterizada, muchas mecánicas nuevas, soporte para el multijugador (incluyendo el LAN y el multiplataforma), etc.

#### Age of Empires II: The Age of Kings, Age of Empires II: HD Edition y Age of Empires II: Definitive Edition
Age of Empires II: The Age of Kings apareció el 30 de septiembre de 1999, usando el mismo motor gráfico Genie Engine y la interactividad de su antecesor. Tuvo un mayor éxito que los dos primeros juegos en el listón general; el sitio especializado Metacritic le concedió un 92% de puntuación. Microsoft vendió más de dos millones de copias y recibió varios premios por su creación. Sin embargo, no obtuvo una acogida similar su expansión Age of Empires II: The Conquerors pero junto con el juego original obtuvieron la distinción de "premio del juego de estrategia del año" de 2000 y 2001 por parte de la Academia de Artes y Ciencias Interactivas, respectivamente. Su trama se desarrolla desde la Edad Media hasta la Edad Imperial (Renacimiento), situación que le permite a los jugadores escoger a una de las 13 civilizaciones disponibles de Europa y Asia. Microsoft publicó la primera expansión, Age of Empires II: The Conquerors, el 24 de agosto de 2000. La expansión añade nuevas unidades, 5 nuevas civilizaciones incluyendo por primera vez dos mesoamericanas (los mayas y los aztecas), 27 nuevas tecnologías, 4 nuevas campañas, mejoras en la IA, etc. El 10 de abril de 2013 lanzaron la versión remasterizada Age of Empires II: HD Edition, que incluye todo el contenido del Age of Empires II: The Age of Kings y su expansión Age of Empires II: The Conquerors, y agrega nuevos gráficos HD de alta resolución, compatibilidad con las computadoras actuales, Steam Workshop, Steam Cloud, logros, cromos en Steam, soporte para el multijugador, etc. La segunda expansión fue primero un mod no oficial llamado Age of Empires II: The Forgotten Empires que salió en el 2011, ya luego con la salida del Age of Empires II: HD Edition por parte de los desarrolladores oficiales en el 2013, hicieron oficial la segunda expansión llamándola Age of Empires II: The Forgotten, lo lanzaron el 7 de noviembre de 2013. La expansión agrega 7 nuevas campañas, 5 nuevas civilizaciones, 2 modos de juego, la posibilidad de que cada civilización tenga ahora dos tecnologías únicas, etc. La tercera expansión Age of Empires II: The African Kingdoms, salió el 5 de noviembre de 2015, por primera vez el juego agrega civilizaciones africanas, añade 4 nuevas civilizaciones, 4 nuevas campañas, el modo de juego Muerte súbita, etc. La cuarta expansión Age of Empires II: Rise of the Rajas salió el 19 de diciembre de 2016, añade 4 nuevas campañas, 4 nuevas civilizaciones, nuevas unidades, etc. El 14 de noviembre de 2019 por la celebración del 20.º aniversario se lanzó la versión remasterizada definitiva Age of Empires II: Definitive Edition junto con la expansión The Last Khans, que incluye todo el contenido del Age of Empires II: HD Edition y todas sus expansiones, también agrega mucho contenido nuevo, como la expansión The Last Khans, 4 nuevas civilizaciones, 4 nuevas campañas, Steam Cloud, logros, cromos en Steam, modo espectador, gráficos 4K Ultra HD, la banda sonora totalmente remasterizada, campañas reelaboradas, el modo de juego Guerras imperiales, muchas nuevas mecánicas, soporte para el multijugador (incluyendo el LAN y el multiplataforma), etc. Age of Empires II: Definitive Edition recibió criticas mixtas por que no se incluyo el doblaje castellano en las campañas pero luego mas tarde lo agregaron y ahora recibe críticas muy buenas, además de muy buenas ventas, varios premios y una puntuación de 84 en Metacritic. El 26 de enero de 2021 se lanzó la primera expansión "aparte" del Age of Empires II: Definitive Edition y en total la sexta expansión Age of Empires II: Definitive Edition - Lords of the West, que agrega 2 nuevas civilizaciones, 3 nuevas campañas y nuevos logros. El 10 de agosto de 2021 se lanzó la segunda expansión "aparte" del Age of Empires II: Definitive Edition y en total la séptima expansión Age of Empires II: Definitive Edition - Dawn of the Dukes, que añade 2 nuevas civilizaciones, 3 nuevas campañas y nuevos logros.

#### Age of Empires III y Age of Empires III: Definitive Edition
Age of Empires III fue lanzado el 18 de octubre de 2005, fue creado con base en una versión mejorada del motor de Age of Mythology, contando con varias modificaciones en los gráficos como resultado de una combinación con el motor del sistema Havok, de Middleware. El juego se basa en sucesos más contemporáneos, situándose entre 1421 y 1850 desde el Renacimiento hasta la Era Industrial, con el que los jugadores pueden escoger una de las 8 civilizaciones europeas disponibles. Además, incorpora grandes metrópolis, rasgo no existente en las anteriores entregas. Ensemble Studios lo describió como "un importante sistema de apoyo a los esfuerzos para el Nuevo Mundo". En el mismo, las grandes ciudades le proporcionan recursos, armamento, tropas y trabajo al jugador, aspectos que pueden ser usados en varias partidas y, a su vez, mejorados en cada batalla. La primera expansión para Age of Empires III, Age of Empires III: The WarChiefs, se distribuyó el 17 de octubre de 2006; aunque la mayor parte de sus mejoras consistió en detalles menores, se introdujeron 3 nuevas civilizaciones, enfocándose en los pueblos indígenas de América, 2 nuevas campañas, nuevas unidades, un jefe guerrero en cada civilización, etc. La segunda expansión, Age of Empires III: The Asian Dynasties, se lanzó el 23 de octubre de 2007, siendo producida por Ensemble Studios junto con Big Huge Games, compañía de la cual Brian Reynolds y Bruce Shelley, que fueron designados como jefes de equipo. La segunda expansión expandió el universo de Age of Empires III al territorio asiático, presentando 3 nuevas civilizaciones, 3 nuevas campañas, nuevos mapas, nuevos edificios, nuevas unidades, etc. La llegada de Age of Empires III recibió críticas tanto positivas como negativas; Game Revolution lo describió como "un montón de diversión en un contexto histórico", en tanto que GameZone afirmó que "es uno de los juegos más buscados por la gente, aunque no tanto como resulta ser cuando se trata de un nuevo juego RTS en el mercado". Se vendieron más de dos millones de copias y ganó el premio de GameSpy como "el mejor juego de estrategia del año". Age of Empires III: The WarChiefs falló no igualándolo al éxito de su antecesor, obteniendo una calificación deplorable en el ranking de juegos. De manera similar, en Metacritic, Age of Empires III: The Asian Dynasties recibió una puntuación de 80%. Con la misma calificación se mantuvo la modificación del juego Age of Empires III, llamado Age of Empires III: The Napoleonic Era donde el jugador cuenta con siete nuevas civilizaciones, etc. La versión remasterizada definitiva fue anunciada en Gamescom 2017, la primera beta cerrada comenzó el 11 de febrero de 2020 y finalmente el 15 de octubre de 2020 salió el Age of Empires III: Definitive Edition, que incluye todo el contenido del Age of Empires III y sus expansiones, pero también agrega 4 nuevas civilizaciones (dos de ellas con DLCs), 2 nuevos modos de campañas que son las Batallas históricas y El arte de la guerra, gráficos 4K Ultra HD, una banda sonora totalmente remasterizada, IA mejorada, 22 nuevos mapas, modo espectador, Steam Cloud, logros, cromos en Steam, soporte para el multijugador (incluyendo el LAN y el multiplataforma), etc. El 2 de agosto de 2021 se lanzó la primera expansión "aparte" del Age of Empires III: Definitive Edition y en total la tercera expansión Age of Empires III: DE - The African Royals, que agrega 2 nuevas civilizaciones, 3 nuevas Batallas históricas y nuevos logros.
Varias ediciones especiales de Age of Empires III incluyen libros de arte. La última página de estos textos consiste en una representación artística de la serie; los números romanos están en un panel del I al V, dando a entender que saldrían al mercado las ediciones de Age of Empires IV y Age of Empires V. Cosa que nunca llegó a pasar hasta ahora con el Age of Empires IV que saldrá el 28 de octubre de 2021.
En 2008, Microsoft anunció a Ensemble Studios que cerraría el proyecto de Halo Wars; solo algunos de sus empleados conformarán un equipo responsable de la serie de Xbox Game Studios. Kevin Unangst, director de Games for Windows, negó el fin de la serie Age of Empires diciendo en una entrevista a The San Francisco Chronicle, "estamos muy entusiasmados con el futuro potencial de Age of Empires". La revista Edge confirmó en una entrevista con el vicepresidente de entretenimiento interactivo de Microsoft, Shane Kim, que Microsoft tiene planes para continuar con más lanzamientos. No obstante, Bruce Shelley informó en su blog personal que los susodichos no formarían parte de sus próximas producciones.

#### Age of Empires IV
El 21 de agosto de 2017 Microsoft Studios anunció Age of Empires IV y saldrá el 28 de octubre de 2021 en la Microsoft Store y en Steam. Desarrollado por Relic Entertainment y World's Edge, y publicado por Xbox Game Studios. El juego se centra una vez más desde la Edad Media hasta el Renacimiento con 4 campañas nuevas que suman 35 misiones, además vuelven algunas figuras históricas como Juana de Arco o Gengis Kan, como en el Age of Empires II: The Age of Kings. El juego agrega 8 civilizaciones en donde cuatro de ellas son asiáticas (chinos, Sultanato de Delhi, mongoles, disnastía abasí) y las otras cuatro europeas (Inglés, franceses, Sacro Imperio Romano Germánico, Rus). Age of Empires IV trae de vuelta muchas mecánicas del Age of Empires II: Definitive Edition y algunas del Age of Empires III: Definitive Edition, y nuevas mecánicas como que se pueden ocultar las unidades en los bosques y tender emboscadas, las unidades pueden pelear por encima de las murallas, tiene gráficos 4k de última generación, modos multijugador, soporte para personalizar tus partidas con mods (esta herramienta estará a principios del 2022), el sistema de recursos es como en los dos primeros clásicos y sus remasterizaciones (madera, alimento, oro y piedra), tiene logros, y más novedades y nuevas mecánicas.

### Juegos spin-off

#### Age of Mythology y Age of Mythology: Extended Edition

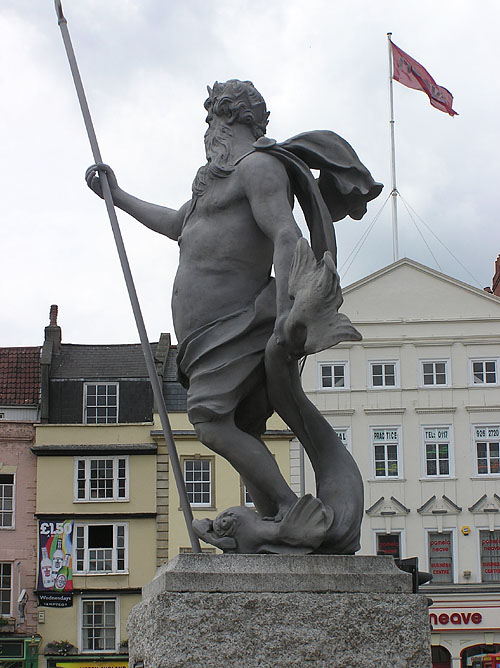
El dios Poseidón encarna a uno de los dioses mayores, al igual durante la campaña del juego ésta se embarca en la pérdida de su tridente y guía a Arkantos, un habitante de la Atlántida, a encontrarlo, el cual se encuentra en manos de Camos, un Minotauro.

Age of Mythology es un juego spin-off que se lanzo el 30 de octubre de 2002. El juego se centra en la mitología y tiene varios elementos de interactividad en común con los de la serie principal, siendo considerado como parte de la serie pero con una temática distinta. Tras su estreno, Age of Mythology vendió más de un millón de copias en tan solo cuatro meses. Obtuvo además un puntaje de 89% en el ranking de juegos y en Metacritic. Si bien Age of Mythology: The Titans no logró un nivel de éxito equiparable en ganancias, fue bien recibido por la crítica especializada. Las campañas "Aprende a Jugar" y "La caída del tridente" del Age of Mythology narra la historia ficticia de un atlante, Arkantos, y su misión por descubrir la razón por la que su pueblo está en deuda con Poseidón. Y luego esta la campaña "El Regalo de Oro" que narra las aventuras de Brokk y Eitri. Por otra parte, la primera expansión Age of Mythology: The Titans se lanzó el 21 de octubre de 2003, y agrega a la civilización atlantes, una nueva campaña, nuevos mapas, etc. La campaña "La Nueva Atlántida" se centra en Cástor, hijo de Arkantos, que cayó en las mentiras de los titanes y los liberó del Tártaro. El 8 de mayo de 2014 se lanzó la versión remasterizada Age of Mythology: Extended Edition, que incluye todo el contenido del Age of Mythology (incluyendo la campaña "El Regalo de Oro") y su expansión Age of Mythology: The Titans, y agrega nuevas texturas, el juego en HD, Steam Cloud, logros, cromos en Steam, modo espectador, soporte para el multijugador, etc. La segunda expansión Age of Mythology EX: Tale of the Dragon salió el 28 de enero de 2016, y agrega la civilización china, nuevos dioses mayores y menores, una nueva campaña ("La fábula del Dragón"), nuevos mapas, nuevas unidades, etc. La tercera edición saldrá en agosto de 2024 y tendrá por nombre Age of Mythology: Retold.

#### Otros juegos derivados
Cinco años después, el 24 de noviembre de 2008, Griptonite Games lanzó al mercado una variante de Age of Mythology, Age of Empires: Mythologies, para Nintendo DS. A su vez, Backbone Entertainment desarrolló su propia versión de Age of Empires II: The Age of Kings (Age of Empires: The Age of Kings) a manera de estrategia por turnos para Nintendo DS. Su adaptación fue distribuida por Majesco Entertainment, teniendo su debut el 14 de febrero de 2006. Aunque esta última es similar a otros juegos del género, como Advance Wars, presenta una mayor interactividad al estar basado en la versión para computadora de Age of Empires II: The Age of Kings. Age of Empires: The Age of Kings obtuvo una puntuación de 80% en el ranking de juegos y en Metacritic y Age of Empires: Mythologies obtuvo una puntuación de 79 en el ranking y 78 en Metacritic. Konami lanzó un juego con el mismo nombre Age of Empires II: The Age of Kings para la consola PlayStation 2, varios años antes de que fuera comercializada la versión para Nintendo DS, pero su esfuerzo no recibió mucha promoción y como resultado, se vendieron pocas unidades.
En agosto de 2010, y antes del Gamescom 2010, Microsoft presentó la nueva entrega de la saga con nombre Age of Empires Online, videojuego multijugador masivo en línea, desarrollado en colaboración con Robot Entertainment y Gas Powered Games. Su lanzamiento fue el 16 de agosto de 2011 y contaba con una experiencia de juego gratuita mediante Games for Windows Live así como una ciudad capital persistente en línea que vive y crece inclusive cuando el usuario no está conectado. Misiones multijugador cooperativas, comercio entre jugadores y un sistema de nivelación que permite una progresión a un ritmo personalizado, además de contenido expandible. La interfaz y las gráficas caricaturescas del juego han provocado críticas divididas por parte de fanes adeptos a la serie.

## Desarrollo

### Elementos históricos
Las fases de desarrollo de los juegos de la serie Age of Empires son similares en varios aspectos. Como el juego está basado en eventos históricos, el equipo lleva a cabo una investigación previa, aunque ésta no es intensiva. El diseñador Bruce Shelley señaló que "hacerlo investigar en profundidad no es una buena idea para la mayoría de los productos de entretenimiento". Shelley también dice que Ensemble Studios manejó la mayoría del material de referencia en secciones infantiles de las bibliotecas. Él afirma que el objetivo del juego es hacer que los jugadores se diviertan, "no sus diseñadores ni sus investigadores". Según él, el éxito de la serie se basó en hacer un juego que le agrade tanto a los jugadores ocasionales como a los jugadores experimentados. Shelley comentó que los juegos de la serie Age of Empires no tratan de la historia propiamente dicha, sino "en la experiencia humana"; centrándose tanto en los logros realizados por la humanidad como en lo que ésta realizaría en un futuro como los "viajes al espacio".
Ensemble Studios desarrolló Age of Mythology de un modo diferente a los juegos anteriores. El equipo estaba preocupado de que no tendría buena acogida un tercer juego basado en la historia y después de discutir varias opciones eligieron la mitología.

### Inteligencia artificial
La inteligencia artificial (IA) utilizada en la serie Age of Empires ha sido desarrollada y mejorada constantemente por los diseñadores. El especialista en IA Dave Pottinger dijo que el equipo de desarrollo ha dado una alta prioridad a la IA para el juego original y pasó más de un año trabajando en ello. Dijo que la IA del juego consiste en tácticas y estrategias para ganar, en lugar de "hacer trampa" como aumentando la cantidad de recursos o modificando a las unidades para que éstas sean más fuertes de lo normal. Pottinger después dijo que el equipo de la serie se sentía muy orgulloso porque su IA desarrolla un "juego limpio".
Ellos dieron también a la IA del juego Age of Empires II: The Conquerors una alta prioridad, dando como resultado aldeanos más inteligentes, algo que fue muy popular en los juegos de la serie. Después de construir una estructura que guarda y produce recursos, el aldeano comenzará a recoger el recurso en relación con la estructura, como cosechar en la granja, recoger piedra y oro. En el juego Age of Mythology: The Titans el jugador puede modificar la IA cuando está creando escenarios personalizados de acuerdo con ciertos patrones. En el Age of Empires II: HD Edition te da la opción de poder elegir la IA antigua de Conquerors y la IA del HD Edition. En el Age of Empires II: Definitive Edition los propios desarrolladores afirmaron haber hecho una IA tan avanzada que no requería de trampas e incluso en muchas demostraciones de poner un jugador con cualquier IA antigua y otro jugador con la nueva IA del Age of Empires II: Definitive Edition, la mayoría de las veces ganaba el jugador con la nueva IA, también puedes elegir la IA antigua de Conquerors, la IA antigua del HD Edition y la nueva IA del Age of Empires II: Definitive Edition, y puedes elegir también otras IA incluso personalizadas.

### Música

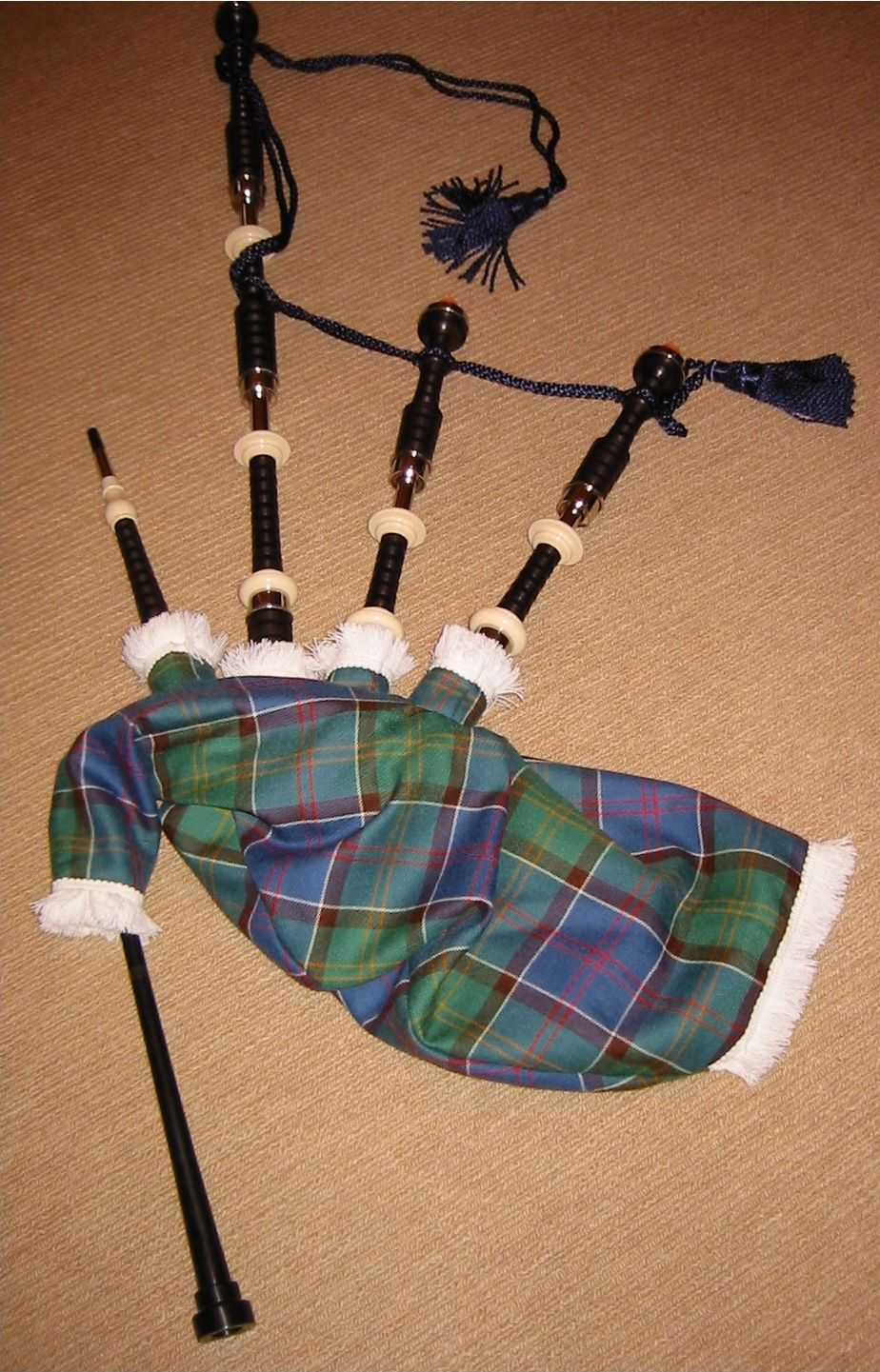
La gaita, es uno de los instrumentos usados en la apertura de Age of Empires III.

Stephen Rippy ha sido el director de música de la serie desde el primer juego. Él ha tenido la ayuda de su hermano, David Rippy, así como de Kevin McMullan. Creó la música original de Age of Empires con sonidos de instrumentos de la época en la que se desarrolla el juego. Estos sonidos se crearon con instrumentos históricos existentes en la actualidad, posteriormente grabados como muestras digitales. Las canciones fueron los resultados de detallados estudios llevados a cabo sobre las culturas, y los estilos e instrumentos utilizados por cada una de ellas. Rippy señala que el desarrollo de la banda sonora de Age of Empires II: The Age of Kings fue fácil porque tenía conocimiento de los instrumentos utilizados en la Edad Media, creando así la banda sonora original del juego. En cambio, en Age of Mythology fue empleada una orquesta musical para la ejecución de la música. De acuerdo con McMullan, el equipo reunió una gran cantidad de audios de los parques zoológicos y crearon una "enorme biblioteca de su propio material". La música de Age of Empires III, como la de Age of Empires II: The Age of Kings, utilizó la mayoría de los elementos; Rippy tomó nota de la utilización de instrumentos tales como gaitas y los tambores del campo para dar un toque realista.

### Colaboración
Ensemble Studios trabajó junto a la empresa Big Huge Games para desarrollar la segunda expansión de Age of Empires III, Age of Empires III: The Asian Dynasties. Ésta fue la primera vez que ambos equipos trabajaron juntos. El motivo fue el apretado calendario de las dos empresas: Ensemble Studios estaba ocupada con otros proyectos, entre ellos Halo Wars, en tanto que Big Huge Games estaba trabajando en algunos proyectos de estrategia en tiempo real.
Big Huge Games realizó la mayor parte del trabajo, pero los diseñadores Greg Street y Sandy Petersen se sumaron al equipo de Ensemble Studios para organizar las ideas y el control sobre el producto final. Las pruebas finales del juego antes de su lanzamiento recayó en ambos estudios.

## Recepción y crítica
| Juegos y expansiones                                                   | GameRankings | Metacritic |
| ---------------------------------------------------------------------- | ------------ | ---------- |
| Age of Empires (1997)                                                  | 87%          | 83%        |
| - Age of Empires: The Rise of Rome (1998)                              | 80%          | -          |
| Age of Empires: Definitive Edition (2018)                              | -            | 69%        |
| Age of Empires II: The Age of Kings (1999)                             | 92%          | 92%        |
| - Age of Empires II: The Conquerors (2000)                             | 88%          | 88%        |
| Age of Empires II: HD Edition (2013)                                   | 71%          | 68%        |
| - Age of Empires II: The Forgotten (2013)                              | -            | -          |
| - Age of Empires II: The African Kingdoms (2015)                       | -            | -          |
| - Age of Empires II: Rise of the Rajas (2016)                          | -            | -          |
| Age of Empires II: Definitive Edition (incluido The Last Khans) (2019) | -            | 84%        |
| - Age of Empires II: Definitive Edition - Lords of the West (2021)     | -            | -          |
| - Age of Empires II: Definitive Edition - Dawn of the Dukes (2021)     | -            | -          |
| Age of Empires III (2005)                                              | 82%          | 81%        |
| - Age of Empires III: The WarChiefs (2006)                             | 81%          | 80%        |
| - Age of Empires III: The Asian Dynasties (2007)                       | 80%          | 80%        |
| Age of Empires III: Definitive Edition (2020)                          | -            | 75%        |
| - Age of Empires III: DE - The African Royals (2021)                   | -            | -          |
| Age of Empires IV (2021)                                               | -            | 82%        |
| Age of Mythology (2002)                                                | 89%          | 89%        |
| - Age of Mythology: The Titans (2003)                                  | 84%          | 84%        |
| Age of Mythology: Extended Edition (2014)                              | -            | 66%        |
| - Age of Mythology EX: Tale of the Dragon (2016)                       | -            | -          |
| Age of Empires: The Age of Kings (N-DS 2006)                           | 80%          | 80%        |
| Age of Empires: Mythologies (N-DS 2008)                                | 79%          | 78%        |
| Age of Empires Online (2011)                                           | 71%          | 70%        |
| Age of Empires: World Domination (2015)                                | -            | -          |

La serie de Age of Empires es considerada un éxito. Hasta el 2008, cinco de los juegos vendieron más de un millón de copias. De acuerdo con Gamasutra, Age of Empires vendió más de tres millones de copias y Age of Empires: The Rise of Rome vendió un millón de copias hasta el 2000. Al mismo tiempo, Microsoft anunció que Age of Empires II: The Age of Kings logró vender más de dos millones de copias. En 2003, Microsoft anunció que las ventas de Age of Mythology fueron de un millón de copias. En 2004, antes del lanzamiento de Age of Empires III, la franquicia Age of Empires había vendido más de quince millones de copias. El 18 de mayo de 2007, Ensemble Studios anunció que fueron vendidas dos millones de copias de Age of Empires III. Los juegos de la serie son puntuadas considerablemente en todas las revisiones de sitios en línea sobre videojuegos como GameRankings y Metacritic, donde se coleccionan datos de diversos sitios. En el cuadro se observa que la puntuación más alta fue la de Age of Empires II: The Age of Kings, con el 92% de los dos sitios.
Las críticas acreditaron a Age of Empires por influenciar a varios juegos de estrategia como Rise of Nations, Empire Earth, y Cossacks: European Wars. Star Wars: Galactic Battlegrounds también estuvo influenciada por la serie: el juego utilizó el mismo motor gráfico que se usó en Age of Empires y Age of Empires II: The Age of Kings, siendo considerado como una réplica muy próxima del juego, tanto que IGN comenzó una revisión partiendo de la frase "Me encanta Age of Star Wars, quiero decir Star Empires. Como se llame, seguiré investigando". GameSpot apuntó que "el motor gráfico del Age of Empires II: The Age of Kings está tan intacto en Star Wars: Galactic Battlegrounds que cualquier veterano puede disfrutar de él enseguida". En octubre de 2005, Shelley comentó el impacto de la serie. En una entrevista de parte de GameSpy, explicó que los padres de algunos jugadores de la serie Age of Empires "hablaron con Ensemble Studios porque sus hijos leían diversos libros de la Antigua Grecia gracias a que les gustaba jugar con los trirremes y de que también consultaban libros sobre la Edad Media porque el juego enseñaba lo que era un trabuco".
Shelley dijo que la clave del éxito del juego es la innovación, apartándose de la imitación de trabajos similares. Él también comentó que las características únicas de la serie "ayudaron a establecer la reputación de Ensemble Studios como maestros de juegos de estrategia en tiempo real". Mark Bozon de IGN escribió en una de sus revisiones sobre Age of Empires II: The Age of Kings que "La serie de Age of Empires es una de las más innovadoras series de juegos de estrategia en tiempo real para PC durante la última década". El sitio en línea Gamenikki apuntó que Ensemble Studios es "el que lo desarrolló todo", y menciona que Age of Empires III ha realizado un gran avance en los juegos de estrategia en tiempo real. Shelley reconoció que el éxito y la innovación de Age of Empires son debidos a Ensemble Studios y gracias a ellos sobrevivieron los primeros años desde su creación. En 2005, Shelley comentó que las críticas aseguraban un "sesgo de la innovación" contra la serie; citando la severa puntuación de un 60% otorgada por la revista Computer Gaming World, la cual mencionó que aunque Age of Empires III "sea tal vez el juego más vendido de PC en el mundo", los revisores esperaban "algo realmente nuevo".
Bungie Studios escogió a Ensemble Studios para desarrollar Halo Wars, un videojuego de estrategia en tiempo real para la serie Halo. Él expone que la razón por la que escogieron a Ensemble Studios para trabajar fue por su "maravillosa" serie (Age of Empires). También señaló que Ensemble Studios es la "elección perfecta para llevar a cabo la visión original de la serie Halo", el cual comenzó con la propuesta de crear un videojuego de estrategia en tiempo real.